# Rekonstrúktor (Krasnodar)
|  | Per a altres significats, vegeu «Rekonstrúktor». |

Rekonstrúktor - Реконструктор (rus) és un khútor del krai de Krasnodar, a Rússia. És a 21 km al sud-oest de Leningràdskaia i a 133 km al nord de Krasnodar.
Pertany al possiólok d'Oktiabrski.